# BRD Bucarest Open 2019
Il BRD Bucarest Open 2019 è stato un torneo femminile di tennis che si è giocato sulla terra rossa. È stata la sesta edizione del torneo che fa parte della categoria International nell'ambito del WTA Tour 2019. Si è giocato all'Arenele BNR di Bucarest, in Romania, dal 15 al 21 luglio 2019.

## Partecipanti

### Teste di serie
| Nazionalità | Giocatrice           | Ranking* | Testa di serie |
| ----------- | -------------------- | -------- | -------------- |
| Lettonia    | Anastasija Sevastova | 12       | 1              |
| Slovacchia  | Viktória Kužmová     | 47       | 2              |
| Russia      | Veronika Kudermetova | 59       | 3              |
| Slovenia    | Tamara Zidanšek      | 61       | 4              |
| Romania     | Sorana Cîrstea       | 77       | 5              |
| Germania    | Laura Siegemund      | 82       | 6              |
| Spagna      | Aliona Bolsova       | 92       | 7              |
| Rep. Ceca   | Kristýna Plíšková    | 94       | 8              |

* Ranking al 1 luglio 2019.

### Altre partecipanti
Le seguenti giocatrici hanno ricevuto una wild card per il tabellone principale:
- Irina Maria Bara
- Jaqueline Cristian
- Elena-Gabriela Ruse

Le seguenti giocatrici sono passate dalle qualificazioni:

- Martina Di Giuseppe
- Jaimee Fourlis
- Patricia Maria Tig
- Xu Shilin

Le seguenti giocatrici sono entrate in tabellone come lucky loser:
- Anna Bondár
- Alexandra Cadanțu
- Tereza Mrdeža
- Isabella Šinikova

### Ritiri
Prima del torneo
- Margarita Gasparjan → sostituita da  Kaja Juvan
- Polona Hercog → sostituita da  Anna Bondár
- Ivana Jorović → sostituita da  Isabella Šinikova
- Kaia Kanepi → sostituita da  Aliona Bolsova
- Bethanie Mattek-Sands → sostituita da  Tereza Mrdeža
- Julija Putinceva → sostituita da  Barbora Krejčíková
- Anna Karolína Schmiedlová → sostituita da  Paula Badosa Gibert
- Tereza Smitková → sostituita da  Varvara Flink
- Sara Sorribes Tormo → sostituita da  Elena Rybakina
- Alison Van Uytvanck → sostituita da  Varvara Lepchenko
- Tamara Zidanšek → sostituita da  Alexandra Cadanțu

Durante il torneo
- Aliona Bolsova
- Veronika Kudermetova

## Punti
| Evento    | V   | F   | SF  | QF | 2T   | 1T | Q    | Q3   | Q2   | Q1   |
| Singolare | 280 | 180 | 110 | 60 | 30   | 1  | 18   | 14   | 10   | 1    |
| Doppio    | 280 | 180 | 110 | 60 | N.D. | 1  | N.D. | N.D. | N.D. | N.D. |

## Montepremi
| Evento    | V       | F       | SF      | QF     | 2T     | 1T     | Q    | Q3     | Q2   | Q1   |
| Singolare | €43,000 | €21,400 | €11,300 | €5,900 | €3,310 | €1,925 | €0   | €1,005 | €730 | €530 |
| Doppio    | €12,300 | €6,400  | €3,435  | €1,820 | N.D.   | €960   | N.D. | N.D.   | N.D. | N.D. |

## Campionesse

### Singolare
Elena Rybakina ha sconfitto in finale  Patricia Maria Tig con il punteggio di 6-2, 6-0.
- È il primo titolo in carriera per Rybakina.

### Doppio
Viktória Kužmová /  Kristýna Plíšková hanno sconfitto in finale  Jaqueline Cristian /  Elena-Gabriela Ruse con il punteggio di 6-4, 7–6(3).